# 藤原乙縄
藤原 乙縄（ふじわら の おとただ）は、奈良時代の公卿。名は弟縄とも記される。藤原南家、右大臣・藤原豊成の三男。官位は従四位上・参議。

## 経歴
天平勝宝9歳（757年）に発生した橘奈良麻呂の乱に際して、普段から橘奈良麻呂と親しかったことを理由に、乱に与したとして日向員外掾に左遷される（この時の位階は正六位上）。また、父・豊成も右大臣を免職されて大宰員外帥に左遷されている。
天平宝字8年（764年）10月に藤原仲麻呂の乱が発生すると、従五位下に叙爵して官界に復帰する。こののち、称徳朝では大蔵大輔・大判事を歴任し、神護景雲2年（768年）従五位上に昇叙される。
神護景雲4年（770年）称徳天皇崩御後まもなく、一挙に三階昇進し従四位下に叙せられるが、同年土佐守次いで美作守と地方官に転じる。宝亀3年（772年）弾正尹として京官に復すと、宝亀9年（778年）従四位上、宝亀10年（779年）参議兼刑部卿と光仁朝末にかけて再び昇進する。
桓武天皇の即位後まもない、天応元年（781年）6月6日卒去。最終官位は参議従四位上守刑部卿。

## 官歴
『続日本紀』による。
- 時期不詳：正六位上
- 天平宝字元年（757年） 11月27日：日向員外掾
- 天平宝字8年（764年） 10月7日：従五位下
- 神護景雲元年（767年） 2月28日：大蔵大輔。12月9日：大判事
- 神護景雲2年（768年） 正月10日：従五位上
- 神護景雲4年（770年） 8月9日：従四位下（越階）。9月7日：土佐守。9月16日：美作守
- 宝亀3年（772年） 4月20日：弾正尹
- 宝亀5年（774年） 3月5日：兼下総守
- 宝亀7年（776年） 閏8月20日：美作守
- 宝亀9年（778年） 正月16日：従四位上
- 宝亀10年（779年） 9月13日：参議兼刑部卿
- 天応元年（781年） 6月6日：卒去（参議従四位上守刑部卿）

## 系譜
『尊卑分脈』による。
- 父：藤原豊成
- 母：路虫麻呂の娘
- 妻：不詳[2]
  - 男子：藤原清岳
  - 男子：藤原岡継